# Сайн-Витгенштейн-Берлебург, Людвиг Казимир
Людвиг Казимир цу Сайн-Витгенштейн-Берлебург (нем. Ludwig Casimir zu Sayn-Wittgenstein-Berleburg; 20 апреля 1598, Замок Берлебург, Вестфалия — 6 июня 1643, Веттер, Гессен) — внук Людвига I Витгенштейна. Был регентом графства Сайн-Витгенштейн-Берлебург с 1631 по 1643 год. Убит солдатами мародёрами.

## Биография
Людвиг Казимир был вторым сыном из восьми детей правящего графа Георга II Сайн-Витгенштейн-Берлебурга (1565–1631) и его первой жены Элизабет (1572–1607), дочери графа Альбрехта Нассау-Вайльбургского и его жены Анны, урождённой графини Нассау-Дилленбургской. Поскольку в 1597 году умер его старший брат Людвиг Альбрехт, Людвиг Казимир стал потомственным графом.
Людвиг Казимир и его младший брат Эрнст (1599–1649) были отправлены отцом учиться в Женеву. Когда в Женеве разразилась чума, два брата и их слуга почти год прожили в Лозанне, а затем вернулись в Женеву.
После смерти отца 16 декабря 1631 года Людвиг Казимир в возрасте 33 лет взял на себя регентство северной частью графства , но его брат Эрнст оспорил наследство отца. Людвиг Казимир примирился с этим и в 1635 году передал власть в Хомбурге графу Эрнсту с центром в поселении Дилленбург, который, таким образом, основал свою собственную династию Сайн-Витгенштейн-Хомбург. Мало что известно об остальной части жизни Людвига Казимира, за исключением того, что он стал жертвой неспокойных времен Тридцатилетней войны. 6 июня 1643 года он находился между Веттером и Кёльбе, чтобы договориться о выплате контрибуции с военачальником Гансом Кристофом фон Кёнигсмарком, находившимся на шведской службе. На этом маршруте он попал в засаду мародёрствующих солдат и был смертельно ранен двумя выстрелами. Умирающего доставили в Веттер, где 45-летний граф скончался от полученных ран. Точная подоплёка нападения неизвестна; возможно, что его приняли за шведского всадника и хотели убить и ограбить. Факты происществия были упомянуты летописцем Эберхардом Вассенбергом с некоторыми подробностями в его работе «Немецкий Флорус» еще в 1647 году, но Вассенберг ошибочно назвал жертву убийства графом фон Перлебергом.

## Семья
26 августа 1627 года граф Людвиг Казимир женился в замке Швальбах, принадлежавшем семье Нассау, на своей кузине Элизабет Юлиане (* 27 марта 1598 - † 18 апреля 1682), дочери графа Вильгельма Нассау-Вайльбургского и его жены Эрики, урожденной графини Изенбург-Бирштайнской.
В браке родились два сына:
- Георг Вильгельм (* 28 сентября 1636 г.; † 6 мая 1684 г.) и
- Филипп Людвиг (* 24 сентября 1642; † 25 августа 1664).

Вдова Людвига Казимира в 1647 году вышла замуж за своего зятя Георга цу Сайн-Витгенштейн-Берлебургского (* 25 января 1605 г.; † 10 декабря 1680 г.).
Первый сын Людвига Казимира, Георг Вильгельм, стал наследником отца в семилетнем возрасте. Первоначально он был помещён под опеку своей матери Элизабет Юлианы, графа Бернхарда цу Сайн-Витгенштейн-Ноймагена (1620–1675) и графа Людвига Генриха цу Нассау, прежде чем он смог взять на себя регентство.